# Christian Thun
Christian Alfred Thun alias The Hurricane (* 24. Februar 1992 in Ennepetal, Deutschland) ist ein 2,04 m großer, deutscher Boxer (seit 2018) in der Schwergewichtsklasse.

## Leben
Christian Thun wurde am 24. Februar 1992 in Ennepetal geboren. 1998 zog er mit seiner italienischen Mutter nach Vicenza, wo er einige Jahre lebte. Mit 13 Jahren zog er nach England und begann seine Amateurkarriere als Boxer. Von 49 Amateurkämpfen bestritt er 95 % in England bei Meisterschaften und lokalen Turnieren.  Ohne britische Staatsbürgerschaft konnte er in England nie international boxen. Neben dem Boxen studierte er in London 2009  an der London Metropolitan University Wirtschaftswissenschaften.

## Amateurkarriere
Der erst relativ spät mit dem Boxen beginnende Thun hatte mit 15 Jahren seinen ersten Amateurkampf.
Nach seiner Niederlage bei der englischen Meisterschaft 2013 gegen Joe Joyce boxte er in Italien, wo er beim „Guanto 'Oro D'Italia-Turnier“ gegen Guido Vianello verlor.
Durch die Empfehlung von Tom Löffer kam ein Kontakt zum Team von Wladimir Klitschko zustande. Christian Thun wurde 2016 ins Klitschko-Trainingslager für das Rematch gegen Tyson Fury eingeladen, welches aber abgesagt wurde. Im März 2017 wurde er erneut ins Klitschko-Trainingslager eingeladen, diesmal für den Kampf gegen Anthony Joshua. Christian Thun boxte als einziger Amateurboxer ca. 30 Runden gegen Wladimir Klitschko.
Schon vor dem Klitschko-Camp war er Sparringspartner von Luis Ortiz, Anthony Joshua, Deontay Wilder und Dereck Chisora.

## Profikarriere
Am 2. März 2018 hatte Christian Thun sein Profidebüt gegen Giorgi Urjumelashvili und gewann dieses durch TKO.
Nach weiteren gewonnenen Kämpfen übernahm der ehemalige Boxer Karim Akkar das Management von Christian Thun. Universum Box-Promotion nahm ihn unter Vertrag und bot zudem auch die Möglichkeit, in Miami zu boxen, Christians Thuns derzeitigem Wohnort. Am 14. November 2020 kämpfte Christian Thun im Universum Gym Hamburg gegen Mirko Tintor (Bosnien) um den IBO Continental-Titel. Thun beendete den Kampf vorzeitig in der 3. Runde durch TKO und sicherte sich damit den IBO-Gürtel.
| Jahr | Tag           | Ort                                 | Gegner                | Ergebnis für Thun |
| ---- | ------------- | ----------------------------------- | --------------------- | ----------------- |
| 2018 | 2. März       | Espace Léo Ferré , Fontvieille      | Giorgi Urjumelashvili | Sieg / TKO        |
| 2018 | 23. Juni      | Hotel Novotel Madrid Center, Madrid | Davit Gogishvili      | Sieg / KO         |
| 2018 | 14. September | Recinto Ferial, Albacete            | Euloge Bakanda Boule  | Sieg / PTS        |
| 2019 | 16. März      | Hotel W, Barcelona                  | Viktar Chvarkou       | Sieg / DQ         |
| 2020 | 15. August    | Ocean Center, Daytona Beach         | Jason Bergman         | Sieg / RTD        |
| 2020 | 14. November  | Universum Gym, Hamburg              | Mirko Tintor          | Sieg / TKO        |

Quelle BoxRec-Statistik